# Phelline
Phelline ist die einzige Gattung der Pflanzenfamilie der Phellinaceae  in der Ordnung der Asternartigen (Asterales). Die Areale der etwa 15 Arten beschränken sich auf Neukaledonien. 

## Beschreibung

### Vegetative Merkmale
Phelline-Arten sind immergrüne Bäume oder Sträucher. Das sekundäre Dickenwachstum geht von einem konventionellen Kambiumring aus. Das axial Xylem der Sprossachsen besitzt Tracheiden. Die Pflanzenteile enthalten keinen Milchsaft.
Die Laubblätter sind wechselständig oder mehr oder weniger wirtelig an den Zweigen angeordneten, oft an den Zweigenden konzentriert. Die ledrigen Blattspreiten sind einfach und ganzrandig. Nebenblätter fehlen.

### Generative Merkmale
Phelline-Arten sind zweihäusig getrenntgeschlechtig (diözisch). In seitenständigen, einfachen oder zusammengesetzten, rispigen oder traubigen Blütenständen (Infloreszenz) stehen die Blüten zusammen.
Die eingeschlechtigen Blüten sind radiärsymmetrisch und vier- bis sechszählig mit doppelter Blütenhülle. Die Anzahl der Blütenhüllblätter und Staubblätter ist gleich. Die beiden Blütenhüllblattkreise sind deutlich verschieden. Die vier bis sechs kleinen Kelchblätter sind meist mehr oder weniger an ihrer Basis verwachsen und schon im Knospenstadium offen. Die vier bis sechs kleinen, freien Kronblätter sind fleischig und in den Knospen berühren sie sich ohne sich zu überdecken (valvat).
In den männlichen Blüten gibt es nur einen Kreis mit vier bis sechs freien, fertilen Staubblättern; sie sind alle gleich und nicht mit den Kronblättern verwachsen. Die tetrasporangiaten Staubbeutel öffnen sich mit einem Längsschlitz. Die colporaten Pollenkörner besitzen drei Aperturen. In den männlichen Blüten ist ein rudimentäres Gynoeceum vorhanden. In den weiblichen Blüten sind Staminodien vorhanden. Zwei bis fünf Fruchtblätter sind zu einem oberständigen, zwei- bis fünfkammerigen Fruchtknoten verwachsen. Ein Griffel ist kaum erkennbar und so sitzt die auffällig große Narbe direkt über dem Fruchtknoten. Je Fruchtknotenkammer ist eine hängende Samenanlage vorhanden.
Sie bilden Steinfrüchte mit zwei bis fünf Steinkernen, zwei bis fünf Samen. Die Samen enthalten reichlich Endosperm.

### Chromosomensätze
Die Chromosomengrundzahl beträgt x = 17; bei Diploidie ist die Chromosomenzahl 2n = 34.

## Systematik
Die Gattung Phelline wurde 1824 durch Jacques Julien Houtou de Labillardière in Sertum Austro-Caledonicum, S. 35–36 aufgestellt. Typusart ist Phelline comosa Labill.
Die Gattung Phelline wurde früher zur Familie der Aquifoliaceae gerechnet. Die Familie Phellinaceae wurde  durch Armen Takhtajan in Sistema i Filogenija CvetkovyhRastenij. Nauka, Moskva - Leningrad aufgestellt. Die Familien Phellinaceae, Argophyllaceae und Alseuosmiaceae bilden eine verwandtschaftliche Gruppe innerhalb der Ordnung Asterales.
Durch Barriera 2017 kam eine neue Art hinzu und eine weitere Art durch eine Neukombination.
Alle Arten kommen nur in Neukaledonien vor.
Es gab bis Ende 2017 bis zu 13, danach gibt es etwa 15 Phelline-Arten:
- Phelline barrierei Barriera & Schlüssel: Sie wurde 2017 erstbeschrieben.[5]
- Phelline balansae Baill.
- Phelline billardierei Pancher ex Loes.
- Phelline brachyphylla Baill.
- Phelline comosa Labill.: Es gibt zwei Varietäten:
  - Phelline comosa Labill. var. comosa
  - Phelline comosa var. vieillardii Loes.
- Phelline confertifolia Baill.
- Phelline dumbeensis Guillaumin
- Phelline erubescens Baill.
- Phelline gracilior (Loes.) Barriera: Diese Neukombination erfolgte 2017.[5]
- Phelline indivisa (Baill.) Harms & Loes.
- Phelline lucida Viell. ex Baill.
- Phelline macrophylla Baill.
- Phelline microcarpa Baill.
- Phelline robusta Baill.
- Phelline wagapensis Baill.

## Namensgleichheit
Auch bei den Pilzen gab es eine Familie Phellinaceae, heute Hymenochaetaceae in der Ordnung der Borstenscheiblingsartigen (Hymenochaetales) innerhalb der Ständerpilze (Basidiomycetes) die zu den Ständerpilzen (Basidiomycota) gehören, mit der Gattung Phellinus.